# Teatro della Piazza vecchia

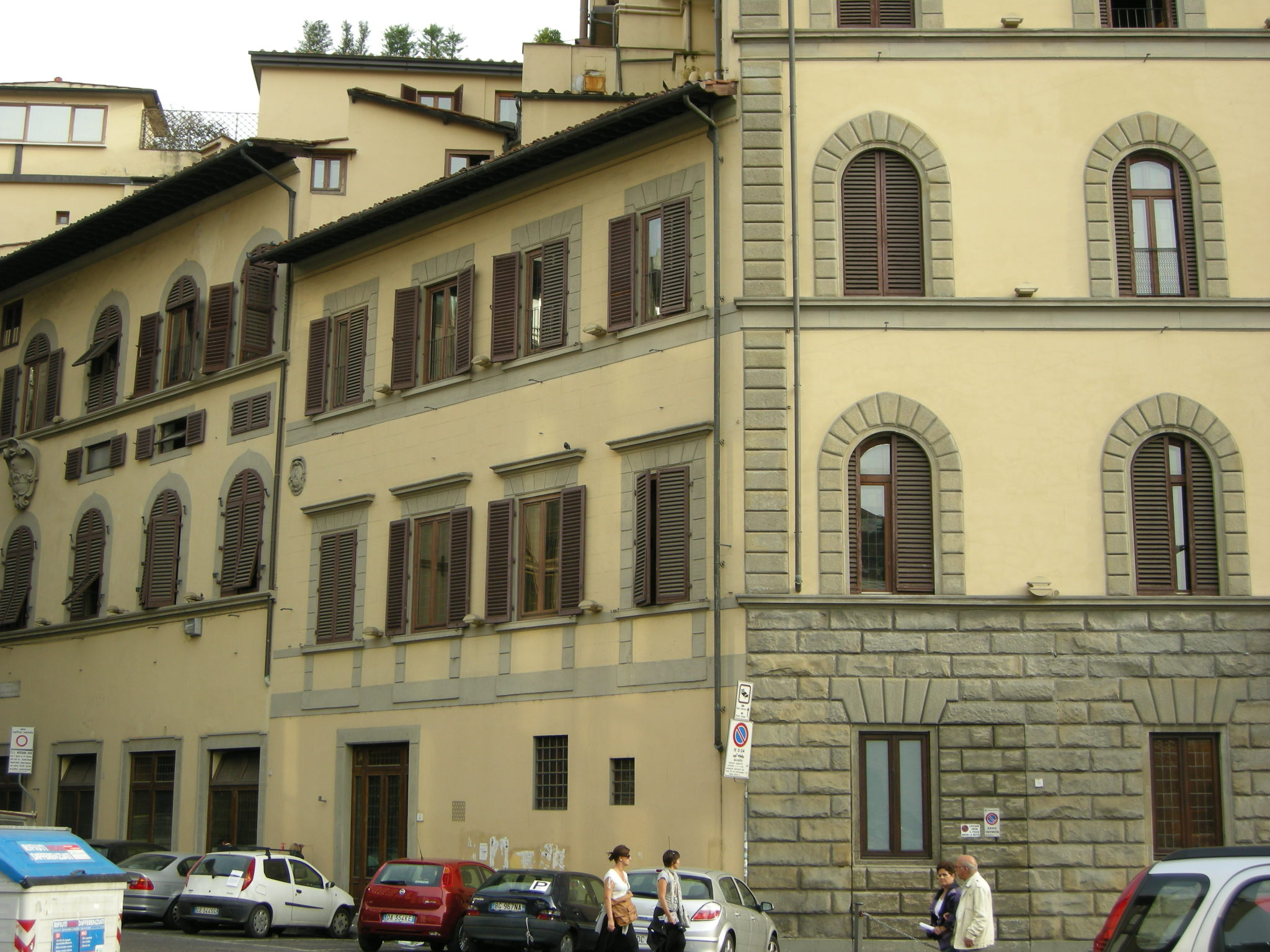
Sito del teatro

Il teatro della Piazza vecchia era un antico teatro di Firenze, situato in piazza dell'Unità Italiana, all'angolo con via del Melarancio.

## Storia e descrizione
Il teatro, che era uno dei più piccoli della città, era situato nel palazzo Buonsignori, poi Alamanni, dove era stato eretto venne eretto nel 1759, prendendo il nome dalla piazza Vecchia di Santa Maria Novella, antico nome di questo slargo. Il teatro era stato voluto e animato dall'Accademia degli Arrischiati, che aveva come motto "chi non risica non rosica" e un topo come simbolo.
Il teatro era quasi completamente in legno ed era piccolissimo quasi "un casotto da burattini". Qui si esibiva Stenterello, la popolare maschera fiorentina, che recitava anche al Teatro Leopoldo e al Teatro dei Solleciti in Borgo Ognissanti.
L'attività teatrale durò circa un secolo, fino al periodo di Firenze Capitale: nel 1871 fu costretto a chiudere. Successivamente l'ambiente del palazzo venne riconvertito in abitazioni.
Ancora, al n. 5 della piazza, si trova uno stemma dell'Accademia con il motto. 